# Budy Giżyńskie
Budy Giżyńskie – wieś w Polsce położona w województwie mazowieckim, w powiecie mławskim, w gminie Strzegowo.
| SIMC    | Nazwa            | Rodzaj     |
| ------- | ---------------- | ---------- |
| 0126528 | Budy Polskie     | przysiółek |
| 0126988 | Nowiny Giżyńskie | przysiółek |
| 0127143 | Topolewszczyzna  | przysiółek |

W latach 1975–1998 miejscowość administracyjnie należała do województwa ciechanowskiego.
Obok miejscowości przepływa niewielka rzeka Rosica, dopływ Wkry.